# Einheitsgeschoss
Das Einheitsgeschoss war eine besondere Form der Munition für die Feldartillerie, das eine Mischung aus Sprenggranate und Schrapnellgranate darstellte und im Ersten Weltkrieg verwendet wurde.
Das Einheitsgeschoss war ein Schrapnellgeschoss, bei dem der Zwischenraum zwischen den Bleikugeln statt mit einer Rauch erzeugenden Füllmasse mit Brisanzsprengstoff gefüllt war. Dieser explodierte beim Granatschuss, beim Schrapnellschuss verbrannte er dagegen lediglich in der Luft und erzeugte eine Rauchwolke.
Die Grundidee war, dass die Artillerie statt mit zwei nur noch mit einem Geschosstyp versorgt werden sollte, um den Nachschub zu vereinfachen. Dem standen jedoch zahlreiche Nachteile gegenüber, die sich aus dieser Kompromisslösung ergaben:
- Im Vergleich zur normalen Sprenggranate war das Einheitsgeschoss deutlich komplizierter und teurer, hatte aber eine wesentlich geringere Sprengwirkung, da die Bleikugeln nur toter Ballast waren.

- Beim Schrapnellschuss war die Wirkung nicht besser als bei herkömmlichen Schrapnellgranaten; dagegen stellte hier die Verwendung von hochwertigem Sprengstoff als Füllmaterial eine sinnlose Verschwendung dar.

- Die Zünder waren aufgrund der verschiedenartigen Anforderungen kompliziert und teuer.

Einheitsgeschosse wurden daher nur vom deutschen und österreichischen Heer verwendet, auch wenn vor dem Krieg auch in Frankreich ein entsprechendes Geschoss entwickelt worden war. Nach Ausbruch des Krieges zwang die Materialknappheit aber auch das deutsche Heer schnell zur Rückkehr zu herkömmlicher Munition.